# أبو قش (قرية)
أبو قَش قرية فلسطينية، تقع شمالي مدينة رام الله وعلى مسافة 6 كم عنها بارتفاع يصل إلى 760م عن مستوى سطح البحر. تبلغ مساحة أراضيها حوالي 4900 دونم، تشغل أبنية ومنازل القرية حوالي 464 دونم من مجمل تلك المساحة. واحتل الاحتلال الإسرائيلي القرية كما قرى ومدن الضفة الغربية عشية عدوان الخامس من حزيران/ يونيو 1967 "النكسة"، ومع توقيع اتفاقية أوسلو عام 1993 بين منظمة التحرير الفلسطينية وحكومة الاحتلال وقعت أراضي القرية ضمن تصنيف المناطق (A) و(B).  

## موقعها
تتوسط أبو قش عدد من القرى والبلدات منهم: بلدة بيرزيت شمالاً، وقرية جفنا من الشمال الشرقي، ومخيم الجلزون شرقاً، وقرية سردا/ صردا من الجنوب الشرقي، ومدينة رام الله جنوباً، وقرية عين قينيا من الجنوب الغربي، والمزرعة القبلية غرباً، وقرية أبو شخيدم من الشمال الغربي. 

## سبب التسمية
يعود سبب تسمية القرية حسب المجلس القروي للقرية إلى ثلاث معتقدات:
- أن القرية سميت بذلك نسبةً إلى القمح والشعير، واللذان يدلان على الثراء والعزة وهو الاعتقاد الأكثر شعبية لدى أهل القرية.
- أن الاسم يعود لرجل يدعى أبو قش كان يسكن في خربة عسكرية بالقرب من القرية.
- أما الاعتقاد الأخير هو أن قبيلة عربية من المغرب العربي كانت تقيم في المنطقة ونسبةً إليها سميت القرية على اسمها. [3]

## السكان
في عام 2023 وصل عدد سكان القرية إلى 2517 نسمة وذلك حسب إحصائيات الجهاز المركزي للإحصاء في فلسطين.  وتتكون القرية حسب مجلسها القروي من ثلاث عائلات هي: عائلة البياتنة، وعائلة مايهة، وعائلة القعد. ويوجد في القرية مدرسة ابتدائية للبنين ومدرسة ابتدائية للبنات، ويكمل الطلبة دراستهم في مدارس بيرزيت وفي القرية عيادة طبية ومركز محو الأمية، ولا يوجد في القرية خدمات بريدية. 

## الحياة في القرية

### الاقتصاد
يعتمد اقتصاد على القرية على مجموعة من الأنشطة الاقتصادية التي يمارسها أبناء القرية، أبرزها: الزراعة وتحتل نسبة 50% من عائدات الاقتصاد. قطاع الوظائف (الحكومية والخاصة) تحتل نسبة 29% من اقتصاد أبو قش. أما التجارة فتحتل نسبة 21 % من عائدات ذلك الاقتصاد. إلى جانب بعض الأعمال المتعددة والتي تشكل نسبة ضئيلة جداً من موارد الرزق. 

### الثروة الزراعية
تحتل الزراعة النسبة الأكبر من اقتصاد القرية، حيث تشكل 50% من اقتصاد القرية، كما وتمتاز أراضيها بخصوبتها التي جعلت منها بيئة مناسبة لتنوع المحاصيل المزروعة في القرية، أبرزها إدخال زراعة الفستق الحلبي إلى القرية في السنوات الأخيرة. أما عن نسبة الأراضي المزروعة في القرية فتبلغ مساحتها 1589 دونم، إلى جانب 23 دونم التي تشغلها غابة القرية، وكذلك 2635 دونم مساحة الأراضي المفتوحة.
وعن محاصيل القرية من المزروعات هي كالتالي: الأشجار المثمرة مثل: الزيتون، والحمضيات، واللوزيات، والجوز، والتفاح، وفاكهة أخرى، وأدخلت عام 2019 زراعة الفستق الحلبي.  والخضراوات بمحاصيلها المتنوعة. والحبوب: القمح، الشعير، وغيرها. والبقوليات على تنوع محاصيلها.

### التجارة
تشكل الأعمال التجارية نسبة 21 % من اقتصاد القرية، ويعتمد على بيع السلع والمنتوجات الزراعية المتوفرة في القرية، ويشترون السلع الغير متوفرة لديهم، وبحسب تقرير معهد أريج، فإنه يوجد في القرية 10 محلات بقالة، وملحمة واحدة، ومحلين لبيع الخضار والفواكه، و4 محلات لتقديم الخدمات المتنوعة، و8 محلات للأعمال الحرفية والمهنية (حداد، نجار، خياط، حلاق،...إلخ). 

### الثروة الحيوانية
يهتم أهالي القرية بتربية المواشي ولكنها لا تشكل نسبة كبيرة من اقتصاد القرية، وأهم المواشي التي توجد في أبو قش: الأغنام. الماعز، والدجاج اللاحم، والدجاج البياض.

## المساجد والمقامات
يوجد في القرية مسجدين: المسجد الأول: هو المسجد الأقدم في القرية يعرف باسمي "المسجد العمري" و "مسجد ابو قش القديم"، يقع وسط القرية. أما المسجد الثاني فهو: "مسجد الصالحين" ويعرف أيضاً بـ "المسجد الجديد".